# نوكيا 6233

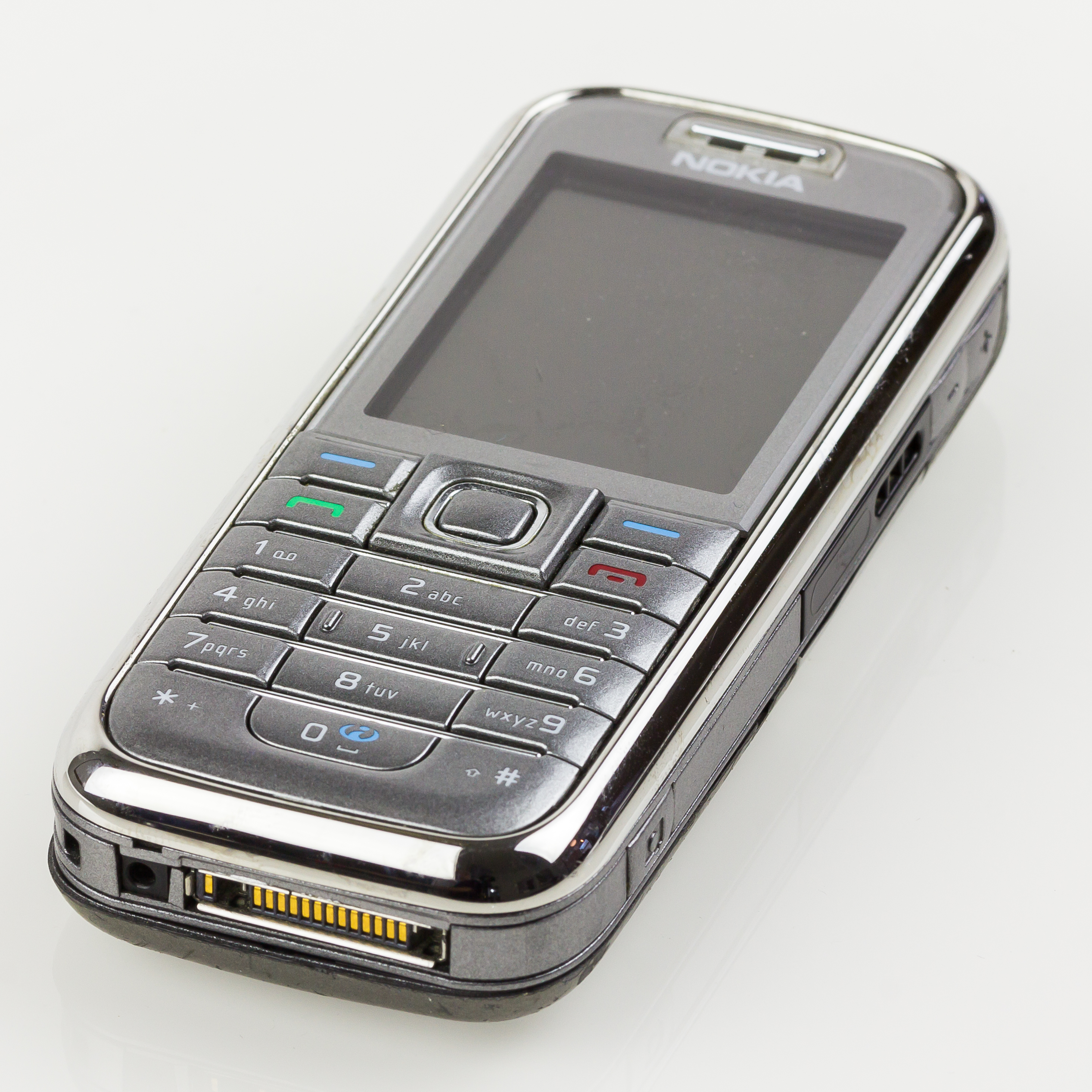
نوكيا 6233

نوكيا 6233 هو أحد أجهزة نوكيا، شركة الهواتف والتقنية النقالة. يأتي هذا الجهاز مع شاشة نوعها 320 * 240 18-بت (262,144) لون. تم إصدار هذا الجهاز في 2006. تقنيته/تردده هي UMTS/GSM. جيل الجهاز هو BB5.0. عامل الشكل (التصميم) للجهاز هو «قطعة حلوى». الجهاز يحتوي على كامير نوعها: 2.0 ميغابيكسل.